# Zikanapis funeraria
Zikanapis funeraria är en biart som beskrevs av Jesus Santiago Moure 1964. Zikanapis funeraria ingår i släktet Zikanapis och familjen korttungebin. Inga underarter finns listade i Catalogue of Life.